# Олізарівка
Олізарівка (до 2009 року — Олизарівка) — село в Україні, у Іванківській селищній громаді Вишгородського району Київської області. Населення становить приблизно 400 осіб.
Перша документальна згадка про село Олізарівка датується ХVI століттям.
Площа земель сільської ради становить 1967 га.
Відстані від села: до Чорнобиля — 55 км;
до Іванкова — 33 км;
до Києва — 98 км.
Кількість населення станом на 01.01.2008 року: 385 осіб.
Село Олізарівка належить до IV зони посиленого радіологічного контролю.

## Історія
Історія села Олізарівка бере свій початок від заснування на цих землях маєтку шляхетного роду панів Олізарів, які господарювали в XVI—XVIII століттях на Житомирщині й Волині. Попервах село складалося з двох громад, очолюваних старостами. До першого входили Олізарівка і Карлівка. До другого — Осниця і Красилівка. Саме село Олізарівка розташоване на 33 км на північний захід від райцентру, на межі Київської та Житомирської областей.
Нині в селі 190 дворів, у яких проживають 385 осіб.
7 (20) листопада 1917 року, відповідно до Третього Універсалу Української Центральної Ради, увійшло до складу Української Народної Республіки.
Колективізація в селі Олізарівка розпочалася в 1930-х роках. Першими комуністами в селі були: Пилип Качан, Денис Троценко, Кузьма Зінченко, Марко Радченко, Дмитро Отрощенко.
Першими вступили до комсомолу юнаки Тимох Козленко, Петро Оборський, Адольф Моргунець.
Під час колективізації був утворений колгосп «Серп і молот».
Мирне життя людей перервала війна. В серпні 1941 року німецькі загарбники ввійшли в село. Багато мешканців Олізарівки захищали Батьківщину на фронтах німецько-радянської війни.
Працездатну молодь силоміць забирали в Німеччину на примусові роботи.
Таким нелегким шляхом пройшли: Ганна Семенівна та Ганна Романівна Матюшки, Ольга Селегей, Марія Качан та багато інших.
Після більш як дворічної окупації 2 листопада 1943 року воїни 336-ї дивізії Першого Українського фронту форсували річку Тетерів і визволили район та село Олізарівку від німецьких загарбників. 93 мешканці Олізарівки так і не повернулись до рідної домівки. 9 травня 1992 року в центрі села був відкритий пам'ятник воїнам, загиблим в роки Другої світової війни, споруджений скульптором Леонідом Верстаком, вихідцем з Олізарівки, який на даний час[коли?] проживає в м. Києві.
Велику увагу приділяють олізарівці ветеранам і вдовам війни, тому що совість не дає нам забути про тих, кому зобов'язані життям і щастям. Вони слугують односельцям добрим прикладом для наслідування. Це такі як: Іван Селегей, Микола Троценко, Анастасія Йовженко, Ольга Коврига.
Після війни мешканці села, переборюючи біль втрат, почали відроджувати село та народне господарство.
Уже в 1953 році олізарівський колгосп «Серп і молот» був приєднаний до Жміївського колгоспу ім. Дзержинського. А в 1960 році знову пройшла реорганізація, і тепер Олізарівка ввійшла до складу Сидоровицького колгоспу ім. 1 Травня.
В лютому 1967 року центральна садиба колгоспу ім. 1 Травня (село Сидоровичі) була приєднана до села Термахівка. В Олізарівці був створений колгосп ім. 50-річчя Жовтня, до якого входили Жміївка, Верхолісся, Варівськ, Людвинівка і Рафалівка.
У 1988 році Олізарівка стала самостійним колгоспом, назва лишилась та сама — ім. 50-річ-чя Жовтня, із спеціалізацією молочно-льонарно-картопляного напрямку. Колгосп набирав силу. Люди, на різних ділянках колгоспної роботи, працювали не покладаючи рук. Так і зростав їх добробут, так і процвітало село. Багато односельців за плідну працю нагороджені державними нагородами, це такі як: Микола Зірицький, Іван Головієнко, Тамара Ягодинська, Галина Верес, Адольф Верес, Галина Зіневич.
Майже всі жителі села мають статус потерпілих внаслідок Чорнобильської трагедії. Серед них є ліквідатори на ЧАЕС: Олександр Майстренко, Володимир Ковкрак, Ігор Комаренко, Іван Пастушенко.
У 1987 році, після Чорнобильської трагедії, держава побудувала 67 будинків для осіб: переселених із зони. За цією ж програмою було збудовано дитячий садок, приміщення школи, будинок культури, ФАПи, контори.
З 1999 року колгосп реорганізувався в сільськогосподарський виробничий кооператив «Олізарівський».
Людьми похилого віку та одинокими опікуються працівники Центру соціальної допомоги.
На даний час на території села працюють: школа І-ІІІ ступенів, Будинок культури, три приватних магазини, дві пилорами, та один деревообробний цех.
12 червня 2020 року, відповідно до розпорядження Кабінету Міністрів України № 715-р «Про визначення адміністративних центрів та затвердження територій територіальних громад Київської області», увійшло до складу Іванківської селищної територіальної громади.
19 липня 2020 року, в результаті адміністративно-територіальної реформи та ліквідації Іванківського району, село увійшло до складу новоутвореного Вишгородського району.
З 27 лютого по 31 березня 2022 року село було окуповане російськими військами.
З кінця лютого до 1 квітня 2022 року під час російсько-української війни село було окуповане російськими військами.

## Географія
Через село тече річка Болотна, права притока Жереви.

## Населення

### Мова
Розподіл населення за рідною мовою за даними перепису 2001 року:
| Мова                | Відсоток |
| ------------------- | -------- |
| українська          | 94,40%   |
| російська           | 5,35%    |
| інші/не визначилися | 0,25%    |